# Höhenbefestigung Rhinsberg
Die Höhenbefestigung Rhinsberg, auf der Landeskarte als Prähistorische Wehranlage bezeichnet, ist eine spätbronzezeitliche Wallburg auf dem Rhinsberg südöstlich von Eglisau im Kanton Zürich in der Schweiz.

## Lage
Die Wehranlage lag auf dem Rhinsberg oder Rhischberg genannten Molassehügel etwa 20 km nördlich von Zürich am Südufer des Rheins. Zwei Drittel der Anlage lagen auf dem Gemeindegebiet von Eglisau, ein Drittel auf dem Gemeindegebiet von Bülach. Der Rhinsberg verläuft von Südwesten nach Nordosten. Auf seiner Ostseite fliesst der Rhein. Auf dem Hügel befindet sich ein Hochplateau, dessen höchste Stelle auf 622 m ü. M. liegt. Rundum fallen die Hänge mehr oder weniger steil ab, auf der Ostseite auch mit einer kurzen Felswand. Das Gelände um den Rhinsberg liegt zwischen 345 m ü. M. bei Tösegg und 420 m ü. M. bei Glattfelden.

## Geschichte
Die Information zur Geschichte des Anlage auf dem Rhinsberg stammt hauptsächlich von den archäologischen Ausgrabungen, die in den Jahren 1998 bis 2000 durchgeführt wurden.
Erste Spuren der Nutzung des Rhinsbergs gehen auf die Jungsteinzeit zurück. Die Wallanlage wurde in der Spätbronzezeit angelegt. Nach den gefundenen Holzproben muss sie zwischen 941 und 820 v. Chr. entstanden sein.

## Bauwerk
Die Höhenburg bestand aus einem planierten Plateau, das von einem Randwall umgeben war. Einzig auf der Ostseite im Bereich einer Felswand wurde der Randwall weggelassen. Das umfasste Gelände wurde durch einen quer verlaufenden Wall in zwei Bereiche unterteilt. Der grössere, südliche Teil war etwa 2,5 ha gross.
Für den etwa vier Meter breiten Randwall wurden Holz und Steine verwendet, wobei die gegen aussen liegenden Hölzer längs des Walls verbaut wurden und durch quer liegende Hölzer an der Innenseite des Damms verankert wurden. Bei den Ausgrabungen wurden keine Pfostenlöcher gefunden, sodass davon ausgegangen wird, dass die Konstruktion ohne senkrechte Pfosten auskam. Weitere Funde deuten auf einen Kastenbau hin, wie er auch bei der Bronzezeitlichen Befestigung bei Bernstorf in Bayern gefunden wurde. Bei diesem System bildeten die Längshölzer an der Front des Walls zusammen mit den Querhölzern und weiteren Längshölzern innerhalb des Walls in regelmässigen Abständen Kästen mit rechteckigem Grundriss, die mit Aufschüttungsmaterial gefüllt sind und so den Wall stabilisieren. Der vom Randwall umfasste Bereich wurde bis zu einem Meter aufgeschüttet, um Unebenheiten des Geländes auszugleichen.